# Anniversarium
Anniversarium – rzymski zwyczaj wspominania śmierci bliskich zmarłych (np. łac. pater familias), które zmieniło znaczenie pod wpływem chrześcijaństwa.
Anniversarium zmieniło swój charakter i znaczenie kiedy chrześcijanie zaczęli odprawiać radosne modlitwy, świętując rocznicę śmierci współwyznawców, później nazwane dies natalis.
Od V wieku uroczystościom zaczęły towarzyszyć refleksje teologiczne. 
Z czasem znaczenie wyrażenia poszerzyło się i określano nim rocznice śmierci wiernych z gmin chrześcijańskich, których nie otaczano kultem świętych, a także inne uroczystości takie jak rocznice wyboru czy koronacji papieży, sakry i np. konsekracji świątyń.
Zmieniające się na przestrzeni wieków znaczenie określenia anniversarium wpłynęło na przemieszanie pojęć spotykane zarówno w martyrologiach jak i Kalendarzach liturgicznych.